# Манґака

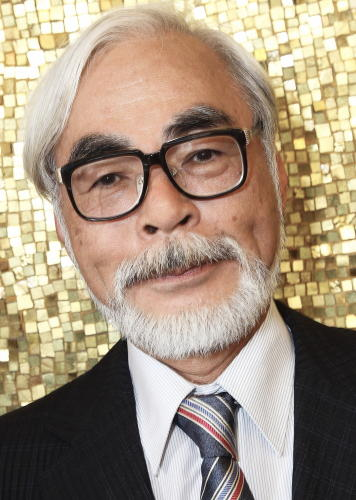
Японський режисер анімаційних фільмів та манґака Хаяо Міядзакі

Манґака (яп. 漫画家) — японське слово, що позначає людину, яка професійно малює манґу (японський різновид коміксів). Людину що малює любительську манґу — доджінші, власне в Японії називають доджіншіка. Поза Японією словом манґака зазвичай використовується в значенні «художник, що малює манґу». Дуже часто манґака є і автором сценарію, проте нерідко сценаристом виступає окрема людина, що зветься ґенсакушя (або, точніше, манґа-ґенсакушя). Слово яп. 漫画家 манґака складене з ієрогліфів яп. 漫画, кириліз.: манґа, дос. «дивні (брудні) картинки», і поважного суфікса японська 家, трансліт. -ка, дос. «будинок, дім», і вживається у відношенні до фахівця в якій-небудь області.
Манґака самостійно розробляє дизайн персонажів (за рідкісними винятками), й часто (навіть якщо не є автором сценарію) приблизно позначає сюжет майбутнього твору.
При безпосередній роботі над манґою манґака визначає кількість і розташування кадрів на сторінці і промальовує основні контури і самі значущі деталі оточення, тоді як один або декілька його асистентів виконують чорнову роботу: обводять контури тушшю, накладають скрінтони, промальовують задні плани і менш значущі кадри і тому подібне.
Розпорядок роботи манґаки украй жорсткий — щотижня він зобов'язаний здавати в журнал, що публікує манґу, по новому розділу (20-30 сторінок) свого твору. Фактично це означає ненормований робочий день та практичну відсутність вихідних. Деякі манґаки одночасно малюють дві манґи, які зазвичай публікуються одна в щотижневому, а інша — в щомісячному журналі.
Деякі манґаки об'єднуються в студії, наприклад таким об'єднанням чотирьох художниць є знаменитий CLAMP чи дует Peach-Pit.